# Ladislav Molnár
Ladislav Molnár (ur. 12 września 1960 w Sládkovičovie) – słowacki piłkarz  grający na pozycji bramkarza. W swojej karierze 24 razy wystąpił w reprezentacji Słowacji oraz 1 raz w reprezentacji Czechosłowacji.

## Kariera klubowa
Karierę piłkarską Molnár rozpoczął w klubie Plastika Nitra. W sezonie 1982/1983 zadebiutował w jego barwach w pierwszej lidze czechosłowackiej. W 1984 roku spadł z nim do drugiej ligi i na tym poziomie rozgrywek grał do 1986 roku. W latach 1986–1988 ponownie grał w pierwszej lidze Czechosłowacji. Z kolei w sezonie 1988/1989 grał w drugoligowym ZVL Žilina.
Latem 1989 roku Molnár przeszedł do Interu Bratysława. W 1990 roku zdobył z nim Puchar Słowacji. W sezonie 1993/1994 zadebiutował w barwach Interu w nowo powstałej lidze słowackiej.
W 1994 roku Molnár trafił do innego klubu z Bratysławy, Slovana, w którym grał przez 2 lata. W 1995 i 1996 roku wywalczył ze Slovanem dwa tytuły mistrza kraju. Ze Slovanem zdobył też Superpuchar Słowacji w 1996 roku.
Latem 1996 Molnár został pierwszym bramkarzem klubu 1. FC Košice. W latach 1997–1998 dwukrotnie z rzędu został z nim mistrzem Słowacji. W 1997 roku zdobył też krajowy superpuchar. W 1998 roku zakończył karierę piłkarską w wieku 38 lat.
| Sezon   | Klub              | Kraj           | Rozgrywki | Mecze | Bramki |
| ------- | ----------------- | -------------- | --------- | ----- | ------ |
| 1982/83 | Plastika Nitra    | Czechosłowacja | I. liga   | 1     | 0      |
| 1983/84 | Plastika Nitra    | Czechosłowacja | I. liga   | 18    | 0      |
| 1984/85 | Plastika Nitra    | Czechosłowacja | II. liga  | 24    | 0      |
| 1985/86 | Plastika Nitra    | Czechosłowacja | II. liga  | 18    | 0      |
| 1986/87 | Plastika Nitra    | Czechosłowacja | I. liga   | ?     | ?      |
| 1987/88 | Plastika Nitra    | Czechosłowacja | I. liga   | 1     | 0      |
| 1988/89 | ZVL Žilina        | Czechosłowacja | II. liga  | 30    | 0      |
| 1989/90 | Inter Bratysława  | Czechosłowacja | I. liga   | 30    | 0      |
| 1990/91 | Inter Bratysława  | Czechosłowacja | I. liga   | 16    | 0      |
| 1991/92 | Inter Bratysława  | Czechosłowacja | I. liga   | 28    | 0      |
| 1992/93 | Inter Bratysława  | Czechosłowacja | I. liga   | 30    | 0      |
| 1993/94 | Inter Bratysława  | Słowacja       | I. liga   | 29    | 0      |
| 1994/95 | Slovan Bratysława | Słowacja       | I. liga   | 32    | 0      |
| 1995/96 | Slovan Bratysława | Słowacja       | I. liga   | 31    | 1      |
| 1996/97 | Slovan Bratysława | Słowacja       | I. liga   | 1     | 0      |
| 1996/97 | 1. FC Košice      | Słowacja       | I. liga   | 23    | 0      |
| 1997/98 | 1. FC Košice      | Słowacja       | I. liga   | 22    | 0      |
| 1998/99 | 1. FC Košice      | Słowacja       | I. liga   | 11    | 0      |

## Kariera reprezentacyjna
W reprezentacji Czechosłowacji Molnár zadebiutował 27 października 1993 w wygranym 3:0 meczu eliminacji do MŚ 1994 z Cyprem. Był to zarazem jego jedyny mecz w reprezentacji Czechosłowacji.
Po rozpadzie Czechosłowacji Molnár zaczął grać w reprezentacji Słowacji. Zadebiutował w niej 4 lutego 1994 roku w przegranym 0:1 towarzyskim meczu z Egiptem. W swojej karierze grał m.in. w eliminacjach do Euro 1996 i MŚ 1998. W kadrze Słowacji od 1994 do 1997 roku rozegrał łącznie 24 mecze.
| Mecze i gole w reprezentacji | Mecze i gole w reprezentacji | Mecze i gole w reprezentacji          | Mecze i gole w reprezentacji | Mecze i gole w reprezentacji | Mecze i gole w reprezentacji | Mecze i gole w reprezentacji |
| #                            | Data                         | Stadion                               | Rywal                        | Wynik                        | Gol                          | Rozgrywki                    |
| Czechosłowacja               | Czechosłowacja               | Czechosłowacja                        | Czechosłowacja               | Czechosłowacja               | Czechosłowacja               | Czechosłowacja               |
| 1993                         | 1993                         | 1993                                  | 1993                         | 1993                         | 1993                         | 1993                         |
| ---------------------------- | ---------------------------- | ------------------------------------- | ---------------------------- | ---------------------------- | ---------------------------- | ---------------------------- |
| 1.                           | 27.10.1993                   | Koszyce, Słowacja                     | Cypr                         | 3:0                          | 0                            | el. MŚ 1994                  |
| Słowacja                     |                              |                                       |                              |                              |                              |                              |
| 1994                         |                              |                                       |                              |                              |                              |                              |
| 1.                           | 04.02.1994                   | Szardża, Zjednoczone Emiraty Arabskie | Egipt                        | 0:1                          | 0                            | towarzyski                   |
| 2.                           | 30.03.1994                   | Ta’ Qali, Malta                       | Malta                        | 2:1                          | 0                            | towarzyski                   |
| 3.                           | 29.05.1994                   | Moskwa, Rosja                         | Rosja                        | 1:2                          | 0                            | towarzyski                   |
| 4.                           | 07.09.1994                   | Bratysława, Słowacja                  | Francja                      | 0:0                          | 0                            | el. ME 1996                  |
| 5.                           | 12.10.1994                   | Ramat Gan, Izrael                     | Izrael                       | 2:2                          | 0                            | el. ME 1996                  |
| 6.                           | 12.11.1994                   | Bukareszt, Rumunia                    | Rumunia                      | 2:3                          | 0                            | el. ME 1996                  |
| 1995                         |                              |                                       |                              |                              |                              |                              |
| 7.                           | 22.02.1995                   | Fortaleza, Brazylia                   | Brazylia                     | 0:5                          | 0                            | towarzyski                   |
| 8.                           | 29.03.1995                   | Koszyce, Słowacja                     | Azerbejdżan                  | 4:1                          | 0                            | el. ME 1996                  |
| 9.                           | 26.04.1995                   | Nantes, Francja                       | Francja                      | 0:4                          | 0                            | el. ME 1996                  |
| 10.                          | 08.05.1995                   | Bratysława, Słowacja                  | Czechy                       | 1:1                          | 0                            | towarzyski                   |
| 11.                          | 16.08.1995                   | Trabzon, Turcja                       | Azerbejdżan                  | 1:0                          | 0                            | el. ME 1996                  |
| 12.                          | 06.09.1995                   | Koszyce, Słowacja                     | Izrael                       | 1:0                          | 0                            | el. ME 1996                  |
| 13.                          | 11.10.1995                   | Bratysława, Słowacja                  | Polska                       | 4:1                          | 0                            | el. ME 1996                  |
| 14.                          | 15.11.1995                   | Koszyce, Słowacja                     | Rumunia                      | 0:2                          | 0                            | el. ME 1996                  |
| 1996                         |                              |                                       |                              |                              |                              |                              |
| 15.                          | 27.03.1996                   | Nitra, Słowacja                       | Białoruś                     | 4:0                          | 0                            | towarzyski                   |
| 16.                          | 24.04.1996                   | Trnawa, Słowacja                      | Bułgaria                     | 0:0                          | 0                            | towarzyski                   |
| 17.                          | 09.05.1996                   | Helsingborg, Szwecja                  | Szwecja                      | 1:2                          | 0                            | towarzyski                   |
| 18.                          | 31.08.1996                   | Toftir, Wyspy Owcze                   | Wyspy Owcze                  | 2:1                          | 0                            | el. MŚ 1998                  |
| 1997                         |                              |                                       |                              |                              |                              |                              |
| 19.                          | 29.04.1997                   | Trnawa, Słowacja                      | Islandia                     | 3:1                          | 0                            | towarzyski                   |
| 20.                          | 08.06.1997                   | Belgrad, Jugosławia                   | Jugosławia                   | 0:2                          | 0                            | el. MŚ 1998                  |
| 21.                          | 06.08.1997                   | Bratysława, Słowacja                  | Szwajcaria                   | 1:0                          | 0                            | towarzyski                   |
| 22.                          | 24.08.1997                   | Bratysława, Słowacja                  | Czechy                       | 2:1                          | 0                            | el. MŚ 1998                  |
| 23.                          | 10.09.1997                   | Bratysława, Słowacja                  | Jugosławia                   | 1:1                          | 0                            | el. MŚ 1998                  |
| 24.                          | 24.09.1997                   | Bratysława, Słowacja                  | Hiszpania                    | 1:2                          | 0                            | el. MŚ 1998                  |

## Kariera trenerska
Po zakończeniu kariery Molnár został trenerem. Prowadził takie kluby jak: 1. FC Košice, Spartak Trnawa, VTJ Koba Senec, węgierski Újpest FC, Petrochema Dubová, Dukla Bańska Bystrzyca, czeski 1. FC Slovácko, Artmedia Petržalka, Zemplín Michalovce, ponownie Duklę Bańska Bystrzyca, rezerwy MFK Ružomberok, FK Bodva Moldava nad Bodvou, MFK Ružomberok, FK LAFC Lučenec, MFK Dolný Kubín, FK Slovan Duslo Šaľa, FK Spartak Vráble i Gyirmót SE.